# Neotrichura penates
Neotrichura penates är en fjärilsart som beskrevs av Druce 1896. Neotrichura penates ingår i släktet Neotrichura och familjen björnspinnare. Inga underarter finns listade i Catalogue of Life.